# Орден Атамана Платова
Орден Атамана Платова — одна из наград (орден) Ростовской области.

## История
Орден утвержден областным законом от 01.08.2011 № 639-ЗС «О наградах Ростовской области».
Впервые был вручён 8 июня 2012 года сразу пяти жителям области.

## Правила награждения
Орденом Атамана Платова награждаются граждане Российской Федерации за проявленные мужество, верность и доблесть при исполнении воинского, служебного или гражданского долга, охране правопорядка, ликвидации стихийных бедствий и чрезвычайных ситуаций, за высокие достижения в деятельности, способствующей возрождению и сохранению исторических, культурных, духовных традиций, а также иной деятельности, способствующей развитию Ростовской области.
Орден носится на правой стороне груди и при наличии государственных наград Российской Федерации и (или) СССР располагается ниже их.

## Описание
Орден Атамана Платова представляет собой двенадцатиконечную звезду из золотистого металла (латунь с гальваническим покрытием «под золото»), каждый луч которой состоит из семи граненых полированных лучей (на уменьшение по сторонам). Расстояние между концами противолежащих лучей — 55 мм. В центральной части звезды расположен круглый медальон золотистого цвета — 24 мм с каймой, покрытой синей эмалью 4 мм, имеющий внешний и внутренний бортики шириной 0,5 мм каждый. По кайме медальона полукругом помещены золотистые прописные литеры высотой букв 2 мм АТАМАН ПЛАТОВ. В нижней части — 2 рельефные лавровые ветви, расположенные в стороны.
В поле медальона — погрудный портрет атамана Платова. Под медальоном расположен синий крест с расширяющимися концами, который имеет широкий красный кант 2,5 мм. На крест под медальон положены серебряные меч и казачья шашка (накрест).
На оборотной стороне ордена по кругу имеется объемная надпись ЗА ВЕРНОСТЬ, ХРАБРОСТЬ И НЕУТОМИМЫЕ ТРУДЫ высотой букв 2 мм, а также приспособление для крепления к одежде и ниже — порядковый номер (гравируется).

## Интересный факт
- Существуют также орден «Атаман Платов» трёх степеней и одноимённая медаль двух степеней.[5] Орден учреждён «Великим Братством Казачьих Войск» в ознаменование 250-летия со дня рождения Матвея Ивановича Платова и предназначен для награждения лиц, отличившихся в деле возрождения и становления Казачества. По положению награждение производится последовательно: медалью 2-й и 1-й степени, затем орденом 3-й, 2-й и 1-й степеней.

- Кроме этого, Постановлением Совета Атаманов Союза Казаков России № 4 от 19.02.2006 года, утверждена медаль «Атаман Платов».[6]